# Finländska Mästerskapsserien i fotboll 1942
Finländska Mästerskapsserien i fotboll 1942 spelades i cupformat.

## Semifinaler
- VPS-Helsingin Toverit, Helsingfors 1-4
- Sudet, Viborg-HPS, Helsingfors, walk over

## Mästerskapsfinal
- Helsingin Toverit 6-4 Sudet